# Rhynchosia tamaulipensis
Rhynchosia tamaulipensis är en ärtväxtart som beskrevs av John Wesley Grear. Rhynchosia tamaulipensis ingår i släktet Rhynchosia och familjen ärtväxter. Inga underarter finns listade i Catalogue of Life.